# Julien Lecat
Julien Lecat est un réalisateur de courts métrages et scénariste français né le 14 mars 1980.

## Filmographie

### En tant que réalisateur de fiction
- 2005 : La Corde sensible (réalisation, scénario, acteur, montage)
- 2006 : Demain la veille (réalisation, scénario)
- 2008 : Le Rescapé de l'Hippocampe - La Collection Canal+ (réalisation, scénario)
- 2012 : Amour monstre (réalisation, scénario, production, montage)

### En tant que réalisateur de making-of
- 2004 : Un long dimanche de fiançailles de Jean-Pierre Jeunet
- 2007 : L'Île au(x) trésor(s) d'Alain Berbérian
- 2007 : Truands de Frédéric Schoendoerffer
- 2007 : Les Deux Mondes de Daniel Cohen
- 2007 : 99 francs de Jan Kounen
- 2009 : Micmacs à tire-larigot de Jean-Pierre Jeunet
- 2013 : L'Extravagant Voyage du jeune et prodigieux T. S. Spivet de Jean-Pierre Jeunet
- 2015 : Belle et Sébastien : L'aventure continue de Christian Duguay
- 2016 : Ballerina de Éric Summer et Eric Warin
- 2020 : Aline de Valérie Lemercier
- 2021 : Même les souris vont au paradis de Denisa Grimmovà et Jan Bubenicek